# Polešovice
Polešovice è un comune mercato della Repubblica Ceca facente parte del distretto di Uherské Hradiště, nella regione di Zlín.